# ألفرد إس. هارت
ألفرد إس. هارت (بالإنجليزية: Alfred S. Hart)‏ هو مصرفي أمريكي، ولد في 1904 في المجر، وتوفي في 1979.